# Johanna Sjöberg
Johanna Sjöberg (ur. 8 marca 1978 w Bromölli) – szwedzka pływaczka, medalistka Igrzysk Olimpijskich w Sydney i Mistrzostw Europy.

## Osiągnięcia
- Igrzyska Olimpijskie
  -  - 4 x 100 m stylem dowolnym - Sydney 2000
- Mistrzostwa Europy
  -  - 4 x 100 m stylem zmiennym - Stambuł 1999
  -  - 4 x 100 m stylem dowolnym - Helsinki 2000
  -  - 4 x 200 m stylem dowolnym - Sevilla 1997
  -  - 50 m stylem motylkowym - Stambuł 1999
  -  - 100 m stylem motylkowym - Stambuł 1999
  -  - 4 x 200 m stylem dowolnym - Stambuł 1999
  -  - 4 x 100 m stylem dowolnym - Berlin 2002
  -  - 4 x 100 m stylem zmiennym - Berlin 2002
  -  - 100 m stylem motylkowym - Sevilla 1999
  -  - 4 x 200 m stylem dowolnym - Berlin 2002
  -  - 4 x 100 m stylem dowolnym - Madryt 2004